# Madeleine de La Tour d’Auvergne

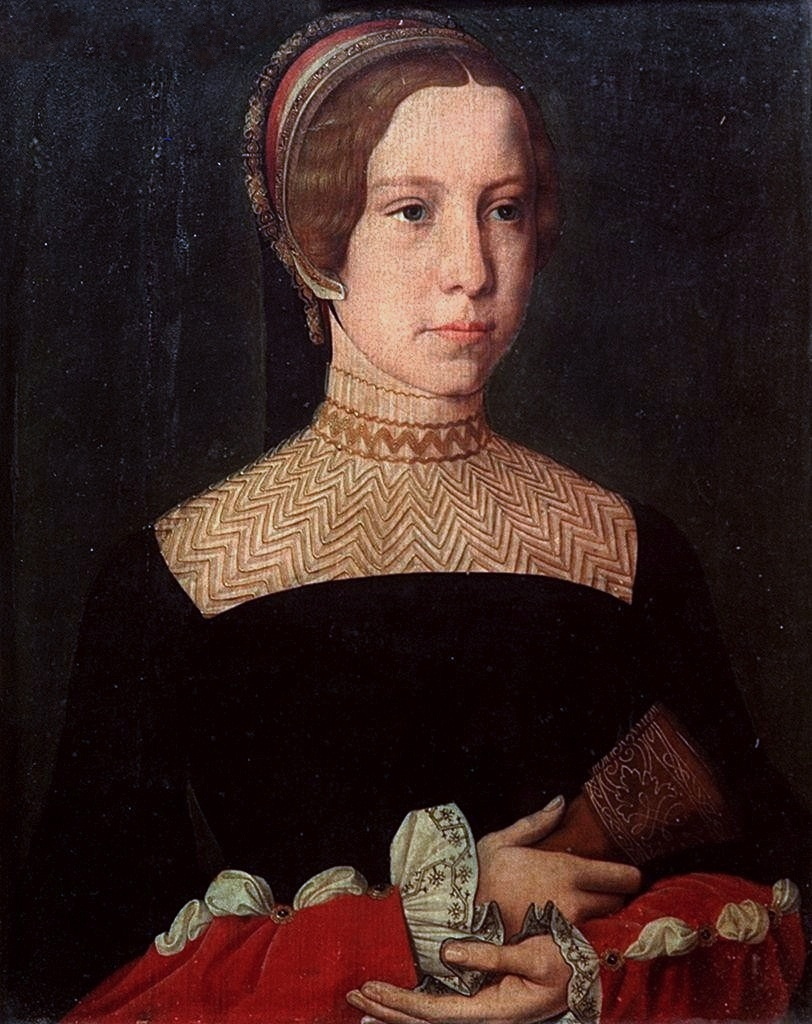
Vermutliches Portrait der Madeleine de La Tour d’Auvergne, Jean Perréal zugeschrieben

Madeleine de La Tour d’Auvergne (* 1495; † 28. April 1519 in Florenz) aus dem Haus La Tour d’Auvergne war die Ehefrau von Lorenzo di Piero de’ Medici und die Mutter von Caterina de’ Medici.

## Leben
Madeleine de La Tour d’Auvergne war die jüngere Tochter von Jean de La Tour, dem Grafen von Auvergne, und Jeanne de Bourbon, der Tochter Jeans VIII. de Bourbon und Witwe Jeans II., Herzog von Bourbon. Nach dem Tod ihres Vaters im Jahre 1501 trug sie bis zu ihrem Tod im Jahre 1519 den Titel Gräfin der Auvergne.
Prestige mit Blick auf ihre Abkunft hatte Madeleine, da sie Gottfried von Bouillon unter ihren älteren Ahnen führte. Dies war ein Argument, als sie durch ihre Verbindung mit dem jüngeren Lorenzo de’ Medici zum Pfand für das Bündnis Papst Leos X. und der Krone Frankreichs wurde. Sie heiratete am 13. Mai 1518 in Amboise und traf am 7. September in Florenz ein.
Ihre Denkwürdigkeit und ihren Folgereichtum in der Geschichte der europäischen Dynastien erlebte Madeleine nicht mehr: Sie starb kurz nach der Geburt ihrer einzigen Tochter am 28. April 1519. Auch der Gemahl Lorenzo verstarb bald darauf, am 4. Mai, kaum zwei Wochen später.

## Erbe und Bedeutung
Madeleines Tochter Caterina war die letzte Exponentin der Medici aus der Linie des älteren Cosimo – und markierte das Erlöschen der Linie im Mannesstamm. Kaum die Figur von Eheberedungen, erlangte sie jedoch später als Königinwitwe von Heinrich II. Prominenz und war die erste von zwei französischen Königinnen aus dem Haus Medici.
Madeleines älteste Schwester Anne, welche die Grafschaft Auvergne geerbt hatte, heiratete den Herzog von Albany und überlebte ihre Schwester. Da sie jedoch gleichfalls kinderlos starb, ging die Grafschaft Auvergne an Katharina von Medici über.